# Red social

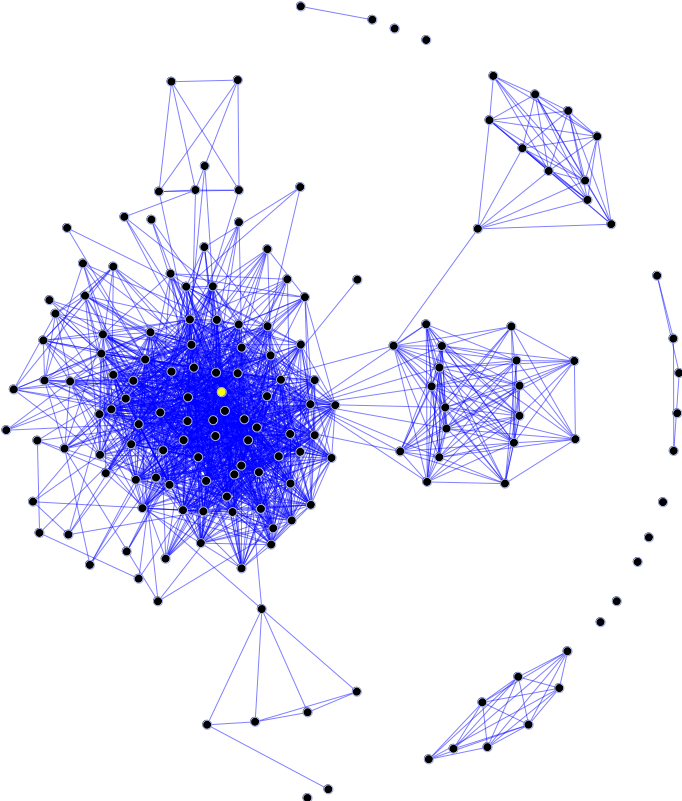
Estructura de una red social representada como grafo.

Una red social (en plural, redes sociales, abreviado como RR. SS.) es una estructura social compuesta por un conjunto de actores y uno o más lazos o relaciones definidos entre ellos. Su estudio se remonta a los años 1930, con la creación de los sociogramas por parte de Jacob Levy Moreno y Helen Hall Jennings, que dieron origen a la sociometría, precursora del análisis de redes sociales y buena parte de la psicología social. Desde finales de los años 1940, se han estudiado además en profundidad mediante la teoría de grafos. El análisis de redes sociales es un estudio interdisciplinario en el que confluyen las ciencias sociales y del comportamiento, así como matemáticas y estadísticas.
Actualmente, las redes sociales representan uno de los mayores paradigmas de la sociología contemporánea y del comportamiento organizacional. La creación de redes sociales en línea ha derivado en redes complejas, que son el objeto de estudio de la ciencia de redes. Debido a los grandes volúmenes de datos de este tipo de redes, para su estudio se suelen utilizar además herramientas y técnicas de las ciencias de la computación.

## Definiciones básicas
Varios investigadores atribuyen la acuñación del término «red social» al antropólogo social John Arundel Barnes, quien lo comenzó a utilizar sistemáticamente a partir de un artículo publicado en 1954, para aunar conceptos tradicionales de las ciencias sociales, como son los grupos sociales delimitados (por ejemplo, tribus o familias) y las categorías sociales (por ejemplo, el género o etnia).
Las principales componentes de una red social son un conjunto (normalmente finito) de actores, que pueden ser individuos u organizaciones, y un conjunto de relaciones (lazos o vínculos) entre pares de actores. A una relación de un actor consigo mismo también se le conoce como lazo reflexivo. Una relación puede ser dirigida (asimétrica) o no dirigida (simétrica), y dicotómica (e.g., la relación de amistad, «es amigo de») o valorada (e.g., la relación «grado de parentesco»). A las propiedades de cada actor (e.g., su nombre, género, ubicación, etc.) se les conoce como atributos.
La manera en cómo los actores están relacionados corresponde a la estructura de la red. Un sistema social relacional es la colección de datos de una red social formada por el conjunto de actores, sus relaciones y sus atributos. Los actores deben entenderse como unidades interdependientes dentro de la red, mientras que los lazos, como propiedades relacionales, canales de transferencia o flujo de recursos entre actores. Un grupo es un subconjunto de actores de la red que permiten construir una subred a partir de dichos actores junto con todas las relaciones existentes entre ellos. Una díada es un par de actores y las relaciones existentes entre ellos (que podrían ser más de una), mientras que una tríada es un grupo de tres actores y las relaciones entre ellos. Los grupos de más de tres actores, junto con sus relaciones, se conocen como sistemas mayores.
A partir del concepto de grupo social proveniente desde la sociología, en una red social se definen también los cliques o camarillas, las comunidades interaccionales, los círculos sociales y las estructuras de afiliación.

## Notación matemática
Las principales formas de representación de redes sociales son la notación de grafos, que proviene de la teoría de grafos, la notación de sociomatrices o matrices de adyacencia, que proviene de la sociometría, y la notación algebraica.

### Notación de grafos
En esta notación, una red social de representa como un grafo, de modo que los actores de la red son los vértices o nodos del grafo, y las relaciones o lazos, las aristas entre pares de nodos. Dependiendo de si las relaciones son simétricas o no, el grafo resultante será no dirigido o dirigido, respectivamente. Los lazos reflexivos se representan como bucles. Una red con relaciones múltiples, esto es, con más de un tipo de relaciones, se puede representar como un multigrafo (visualmente, las aristas de cada relación se pueden distinguir por un color o forma de línea diferente). Para relaciones valoradas, se pueden usar grafos con signos o grafos ponderados. Además, en esta notación las díadas, tríadas y grupos corresponden a subconjuntos de vértices que forman subgrafos inducidos.

### Notación de sociomatrices
Las sociomatrices son las matrices de adyacencia de los grafos de la notación anterior. Para redes unimodales, corresponden a matrices cuadradas con los mismos actores en las filas y columnas, de modo que una posición es no nula siempre y cuando los actores respectivos estén relacionados. Para redes bimodales, la matriz será rectangular, con el conjunto de nodos emisores en las filas, y el conjunto de nodos receptores en las columnas. Además una red con relaciones múltiples se puede representar como una super-sociomatriz, esto es, una matriz tridimensional, cuya tercera componente refiere a cuál relación se está considerando. Estas matrices tridimensionales también pueden servir para representar redes temporales, donde la tercera matriz representa el tiempo o las capas temporales de la red.

### Notación algebraica
Esta notación se basa en el concepto de relación matemática. Es especialmente útil para el estudio de relaciones múltiples y dicotómicas (es decir, no valoradas) en redes sociales unimodales. Facilita además la manipulación de relaciones compuestas. Bajo esta notación, dados dos actores {\displaystyle i} y {\displaystyle j} pertenecientes a un conjunto de actores {\displaystyle V}, {\displaystyle iRj} significa que {\displaystyle i} está relacionado con {\displaystyle j} a través de la relación {\displaystyle R}, donde {\displaystyle R} es un subconjunto del producto cartesiano del conjunto {\displaystyle V} consigo mismo, es decir, {\displaystyle R\subseteq V\times V}, y por tanto {\displaystyle (i,j)\in V\times V}. Tanto esta notación como las sociomatrices son las más útiles para estudiar las propiedades de reflexividad, simetría, antisimetría y transitividad en redes sociales.

## Tipos de redes sociales
Las redes sociales se pueden clasificar de acuerdo a su «modo»:
- Redes unimodales, en las que todos sus actores son del mismo tipo. Por ejemplo, una red de trabajadores de una empresa.
- Redes bimodales, en las que hay dos tipos de actores, en ocasiones llamados emisores y receptores.[3] Por ejemplo, una red de empresas privadas y organizaciones sin fines de lucro sobre las que las primeras realizan donaciones.
  - Redes diádicas, redes bimodales en que los actores de un tipo se relacionan solo con los del otro tipo. Por ejemplo, una red de donaciones de empresas privadas a organizaciones sin fines de lucro. En estos casos la red se puede representar como un grafo bipartito.
    - Redes diádicas especiales, redes diádicas donde, conceptualmente, no todos los actores de un tipo se pueden relacionar con los del otro tipo. Por ejemplo, una red de parentesco entre madres e hijos. En estos casos la red se puede representar como un grafo bipartito disconexo.

  - Redes de afiliación o de pertenencia, redes bimodales no necesariamente diádicas, en que uno de los tipos de actores representan «acontecimientos» asociados a subconjuntos de actores del otro tipo. Por ejemplo, una red conformada por personas y por clubes, de modo que las personas se relacionan con los clubes a los que pertenecen. En caso que los actores del primer tipo solo se relacionan con los «acontecimientos», y viceversa, la red se puede representar como un grafo bipartito, pero también como un hipergrafo.
- Redes multimodales, en las que hay varios tipos de actores. Para las redes bimodales y en general multimodales, se distingue entre los actores homogéneos (aquellos que pertenecen a un mismo tipo) y los actores heterogéneos (aquellos que pertenecen a un tipo distinto).[3]

Además existen otros tipos de redes sociales, que también pueden pertenecer a algunos de los tipos anteriores:
- Redes egocéntricas, personales o locales, que tienen un actor focal, llamado ego, y el resto de actores periféricos, denominados alteri, que se relacionan con el ego y se pueden o no relacionar entre sí. Por ejemplo, las redes formadas a partir de un informante (el ego), que entrega información sobre aquellos a quien conoce (los alteri) en un cierto contexto o bajo ciertas características o razones. Son muy usadas para estudiar entornos sociales o familiares de individuos, así como redes de apoyo.
- Redes temporales: redes que evolucionan en el tiempo.[2]

## Análisis de redes sociales
La forma de una red social ayuda a determinar la utilidad de la red para sus individuos. Las redes más pequeñas y más estrictas, pueden ser menos útiles para sus miembros que las redes con una gran cantidad de conexiones sueltas (vínculo débil) con personas fuera de la red principal. Las redes más abiertas, con muchos vínculos y relaciones sociales débiles, tienen más probabilidades de presentar nuevas ideas y oportunidades a sus miembros que las redes cerradas con muchos lazos redundantes. En otras palabras, un grupo de amigos que sólo hacen cosas unos con otros ya comparten los mismos conocimientos y oportunidades. Un grupo de individuos con conexiones a otros mundos sociales es probable que tengan acceso a una gama más amplia de información. Es mejor para el éxito individual tener conexiones con una variedad de redes en lugar de muchas conexiones en una sola red. Del mismo modo, los individuos pueden ejercer influencia o actuar como intermediadores en sus redes sociales, de puente entre dos redes que no están directamente relacionadas (conocido como llenar huecos estructurales).

### Historia del análisis de redes sociales
Linton Freeman ha escrito la historia del progreso de las redes sociales y del análisis de redes sociales.
Los precursores de las redes sociales, a finales del siglo XIX, incluyen a Émile Durkheim y a Ferdinand Tönnies. Tönnies argumentó que los grupos sociales pueden existir bien como lazos sociales personales y directos que vinculan a los individuos con aquellos con quienes comparte valores y creencias (gemeinschaft), o bien como vínculos sociales formales e instrumentales (gesellschaft). Durkheim aportó una explicación no individualista al hecho social, argumentando que los fenómenos sociales surgen cuando los individuos que interactúan constituyen una realidad que ya no puede explicarse en términos de los atributos de los actores individuales. Hizo distinción entre una sociedad tradicional -con "solidaridad mecánica"- que prevalece si se minimizan las diferencias individuales; y una sociedad moderna -con "solidaridad orgánica"- que desarrolla cooperación entre individuos diferenciados con roles independientes.
Por su parte, Georg Simmel a comienzos del siglo XX, fue el primer estudioso que pensó directamente en términos de red social. Sus ensayos apuntan a la naturaleza del tamaño de la red sobre la interacción, y a la probabilidad de interacción en redes ramificadas, de punto flojo, en lugar de en grupos.
Después de una pausa en las primeras décadas del siglo XX, surgieron tres tradiciones principales en las redes sociales. En la década de 1930, Jacob L. Moreno fue pionero en el registro sistemático y en el análisis de la interacción social de pequeños grupos, en especial las aulas y grupos de trabajo (sociometría), mientras que un grupo de Harvard liderado por W. Lloyd Warner y Elton Mayo exploró las relaciones interpersonales en el trabajo. En 1940, en su discurso a los antropólogos británicos, A.R. Radcliffe-Brown instó al estudio sistemático de las redes. Sin embargo, tomó unos 15 años antes de esta convocatoria fuera seguida de forma sistemática.
El análisis de redes sociales se desarrolló con los estudios de parentesco de Elizabeth Bott en Inglaterra entre los años 1950, y con los estudios de urbanización del grupo de antropólogos de la Universidad de Mánchester (acompañando a Max Gluckman y después a J. Clyde Mitchell) entre los años 1950 y 1960, investigando redes comunitarias en el sur de África, India y el Reino Unido. Al mismo tiempo, el antropólogo británico  Nadel SF Nadel codificó una teoría de la estructura social que influyó posteriormente en el análisis de redes.
Entre los años 1960 y 1970, un número creciente de académicos trabajaron en la combinación de diferentes temas y tradiciones. Un grupo fue el de Harrison White y sus estudiantes en el Departamento de Relaciones Sociales de la Universidad de Harvard: Ivan Chase, Bonnie Erickson, Harriet Friedmann, Mark Granovetter, Nancy Howell, Joel Levine, Nicholas Mullins, John Padgett, Michael Schwartz y Barry Wellman. Otras personas importantes en este grupo inicial fueron Charles Tilly, quien se enfocó en redes en sociología política y movimientos sociales, y Stanley Milgram, quien desarrolló la tesis de los "seis grados de separación". Mark Granovetter y Barry Wellman están entre los antiguos estudiantes de White que han elaborado y popularizado el análisis de redes sociales.
Pero el grupo de White no fue el único. En otros lugares, distintos académicos desarrollaron un trabajo independiente significativo: científicos sociales interesados en aplicaciones matemáticas de la Universidad de California Irvine en torno a Linton Freeman, incluyendo a John Boyd, Susan Freeman, Kathryn Faust, A. Kimball Romney y Douglas White; analistas cuantitativos de la Universidad de Chicago, incluyendo a Joseph Galaskiewicz, Wendy Griswold, Edward Laumann, Peter Marsden, Martina Morris, y John Padgett; y académicos de la comunicación en la Universidad de Míchigan, incluyendo a Nan Lin y Everett Rogers. En la década de 1970, se constituyó un grupo de sociología sustantiva orientada de la Universidad de Toronto, en torno a antiguos estudiantes de Harrison White: S.D. Berkowitz, Harriet Friedmann, Nancy Leslie Howard, Nancy Howell, Lorne Tepperman y Barry Wellman, y también los acompañó el señalado modelista y teorético de los juegos Anatol Rapoport. En términos de la teoría, criticó el individualismo metodológico y los análisis basados en grupos, argumentando que ver el mundo desde la óptica de las redes sociales ofrece un apalancamiento más analítico.

### Investigación sobre redes sociales
El análisis de redes sociales se ha utilizado en epidemiología para ayudar a entender cómo los patrones de contacto humano favorecen o impiden la propagación de enfermedades como el VIH en una población. La evolución de las redes sociales a veces puede ser simulada por el uso de modelos basados en agentes, proporcionando información sobre la interacción entre las normas de comunicación, propagación de rumores y la estructura social.
El análisis de redes sociales también puede ser una herramienta eficaz para la vigilancia masiva - por ejemplo, el Total Information Awareness realizó una investigación a fondo sobre las estrategias para analizar las redes sociales para determinar si los ciudadanos de EE.UU. eran o no amenazas políticas.
La teoría de difusión de innovaciones explora las redes sociales y su rol en la influencia de la difusión de nuevas ideas y prácticas. El cambio en los agentes y en la opinión del líder a menudo tienen un papel más importante en el estímulo a la adopción de innovaciones, a pesar de que también intervienen factores inherentes a las innovaciones.
Por su parte, Robin Dunbar sugirió que la medida típica en una red egocéntrica está limitado a unos 150 miembros, debido a los posibles límites de la capacidad del canal de la comunicación humana. Esta norma surge de los estudios transculturales de la sociología y especialmente de la antropología sobre la medida máxima de una aldea (en el lenguaje moderno mejor entendido como una ecoaldea). Esto está teorizado en la psicología evolutiva, cuando afirma que el número puede ser una suerte de límite o promedio de la habilidad humana para reconocer miembros y seguir hechos emocionales con todos los miembros de un grupo. Sin embargo, este puede deberse a la intervención de la economía y la necesidad de seguir a los «polizones», lo que hace que sea más fácil en grandes grupos sacar ventaja de los beneficios de vivir en una comunidad sin contribuir con esos beneficios.
Mark Granovetter encontró en un estudio que un número grande de lazos débiles puede ser importante para la búsqueda de información y la innovación. Los cliques tienen una tendencia a tener opiniones más homogéneas, así como a compartir muchos rasgos comunes. Esta tendencia homofílica es la razón por la cual los miembros de las camarillas se atraen en primer término. Sin embargo, de forma parecida, cada miembro del clique también sabe más o menos lo que saben los demás. Para encontrar nueva información o ideas, los miembros del clique tendrán que mirar más allá de este a sus otros amigos y conocidos. Esto es lo que Granovetter llamó «la fuerza de los lazos débiles».
Hay otras aplicaciones del término red social. Por ejemplo, el Guanxi es un concepto central en la sociedad china (y otras culturas de Asia oriental), que puede resumirse como el uso de la influencia personal. El Guanxi puede ser estudiado desde un enfoque de red social.
El fenómeno del mundo pequeño es la hipótesis sobre que la cadena de conocidos sociales necesaria para conectar a una persona arbitraria con otra persona arbitraria en cualquier parte del mundo, es generalmente corta. El concepto dio lugar a la famosa frase de seis grados de separación a partir de los resultados del «experimento de un mundo pequeño» hecho en 1967 por el psicólogo Stanley Milgram. En el experimento de Milgram, a una muestra de individuos EE.UU. se le pidió que hiciera llegar un mensaje a una persona objetivo en particular, pasándolo a lo largo de una cadena de conocidos. La duración media de las cadenas exitosas resultó ser de unos cinco intermediarios, o seis pasos de separación (la mayoría de las cadenas en este estudio ya no están completas). Los métodos (y la ética también) del experimento de Milgram fueron cuestionados más tarde por un estudioso norteamericano, y algunas otras investigaciones para replicar los hallazgos de Milgram habrían encontrado que los grados de conexión necesarios podrían ser mayores. Investigadores académicos continúan explorando este fenómeno dado que la tecnología de comunicación basada en Internet ha completado la del teléfono y los sistemas postales disponibles en los tiempos de Milgram. Un reciente experimento electrónico del mundo pequeño en la Universidad de Columbia, arrojó que cerca de cinco a siete grados de separación son suficientes para conectar cualesquiera dos personas a través de e-mail.
Los grafos de colaboración pueden ser utilizados para ilustrar buenas y malas relaciones entre los seres humanos. Un vínculo positivo entre dos nodos denota una relación positiva (amistad, alianza, citas) y un vínculo negativo entre dos nodos denota una relación negativa (odio, ira). Estos gráficos de redes sociales pueden ser utilizados para predecir la evolución futura de la gráfica. En ellos, existe el concepto de ciclos «equilibrados» y «desequilibrados». Un ciclo de equilibrio se define como aquel donde el producto de todos los signos son positivos. Los gráficos balanceados representan un grupo de personas con muy poca probabilidad de cambio en sus opiniones sobre las otras personas en el grupo. Los gráficos desequilibrados representan un grupo de individuo que es muy probable que cambie sus opiniones sobre los otros en su grupo. Por ejemplo, en un grupo de 3 personas (A, B y C) donde A y B tienen una relación positiva, B y C tienen una relación positiva, pero C y A tienen una relación negativa, es un ciclo de desequilibrio. Este grupo es muy probable que se transforme en un ciclo equilibrado, tal que la B solo tiene una buena relación con A, y tanto A como B tienen una relación negativa con C. Al utilizar el concepto de ciclos balanceados y desbalanceados, puede predecirse la evolución de la evolución de un grafo de red social.
Un estudio ha descubierto que la felicidad tiende a correlacionarse en redes sociales. Cuando una persona es feliz, los amigos cercanos tienen una probabilidad un 25 por ciento mayor de ser también felices. Además, las personas en el centro de una red social tienden a ser más feliz en el futuro que aquellos situados en la periferia. En las redes estudiadas se observaron tanto a grupos de personas felices como a grupos de personas infelices, con un alcance de tres grados de separación: se asoció felicidad de una persona con el nivel de felicidad de los amigos de los amigos de sus amigos.
Algunos investigadores han sugerido que las redes sociales humanas pueden tener una base genética. Utilizando una muestra de mellizos del National Longitudinal Study of Adolescent Health, han encontrado que el in-degree (número de veces que una persona es nombrada como amigo o amiga), la transitividad (la probabilidad de que dos amigos sean amigos de un tercero), y la intermediación y centralidad (el número de lazos en la red que pasan a través de una persona dada) son significativamente hereditarios. Los modelos existentes de formación de redes no pueden dar cuenta de esta variación intrínseca, por lo que los investigadores proponen un modelo alternativo «Atraer y Presentar», que pueda explicar ese carácter hereditario y muchas otras características de las redes sociales humanas.

### Métricas o medidas en el análisis de redes sociales
- Conector: Un lazo puede ser llamado conector o arista de corte si su eliminación causa que los puntos que conecta se transformen en componentes distintos de un grafo.
- Centralidad: Medidas de la importancia de un nodo dentro de una red, dependiendo de la ubicación dentro de esta. Ejemplos de medidas de centralidad son la centralidad de grado, la cercanía, la intermediación y la centralidad de vector propio.
- Centralización: La diferencia entre el número de enlaces para cada nodo, dividido entre la cantidad máxima posible de diferencias. Una red centralizada tendrá muchos de sus vínculos dispersos alrededor de uno o unos cuantos puntos nodales, mientras que una red descentralizada es aquella en la que hay poca variación entre el número de enlaces de cada nodo posee.[20]
- Coeficiente de agrupamiento: Una medida de la probabilidad de que dos personas vinculadas a un nodo se asocien a sí mismos. Un coeficiente de agrupación más alto indica un mayor «exclusivismo».
- Cohesión: El grado en que los actores se conectan directamente entre sí por vínculos cohesivos. Los grupos se identifican como «cliques» si cada individuo está vinculado directamente con cada uno de los otros, «círculos sociales» si hay menos rigor en el contacto directo y este es inmpreciso, o bloques de «cohesión estructural» si se requiere la precisión.[21]
- Flujo de centralidad de intermediación: El grado en que un nodo contribuye a la suma del flujo máximo entre todos los pares de nodos (excluyendo ese nodo).